# Reserva nacional del Titicaca

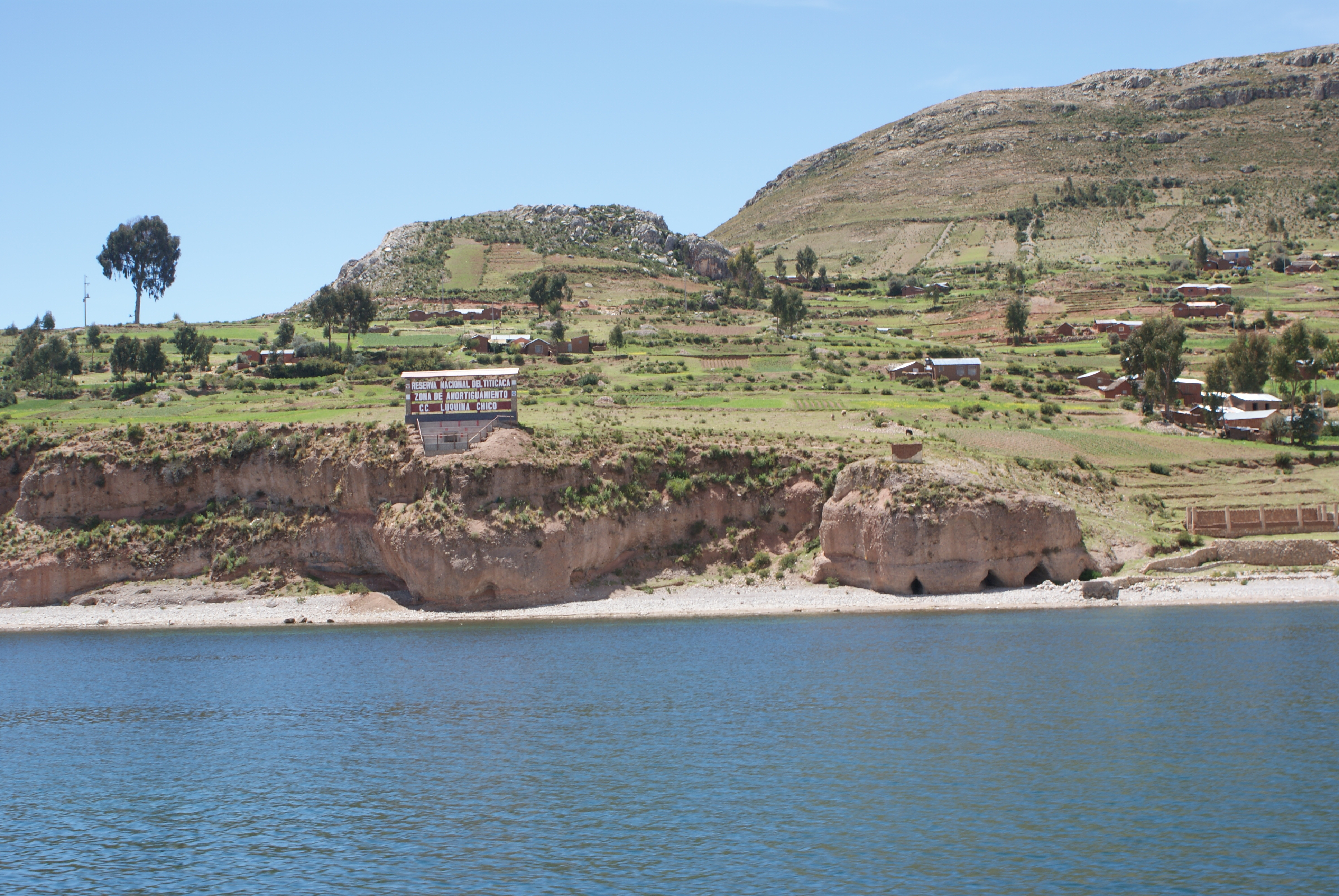

La Reserva nacional del Titicaca es una reserva natural del Perú, creado el 31 de octubre de 1978, con la finalidad de conservar los recursos naturales del Lago Titicaca. Está ubicada en la bioregión denominada "Puna y altos de los Andes" en las Provincias de Puno y Huancané
Su ubicación geográfica corresponde entre las siguientes coordenadas geográficas:

Latitud : 15º16’21” - 15º50’20” (LS) 

Longitud : 70º02’10” - 69º46’23” (LW)

## Flora
Algunas especies dominantes en su flora son:
- Catail (Schoenoplectus californicus)
- Totora (Typha)
- Fenouil llachu (Myriophyllum quitense)

## Fauna
Entre su fauna  las especies más sobresalientes son:
- Pato Jergon grande (Anas georgica)
- Pato colorado (Spatula cyanoptera)
- Pato puna (Spatula puna)
- Huallata (Chleophaga melanoptera)
- Parihuana Andina (Phoenicoparrus andinus)
- Gallareta Andina (Fulica ardesiaca)
- Garza blanca grande (Egretta alba)
- Gaviota andina (Larus serranus)
- Zambullidor del Titicaca (Rollandia microptera)

## Ubicación
Está ubicado en el departamento de Puno, en las provincias homónima y Huancane, Peru. 
| Área         | Provincia | Extensión        | Ubicación |                          |                          |
| ------------ | --------- | ---------------- | --------- | ------------------------ | ------------------------ |
| Sector Ramis | Huancané  | 7,030 hectáreas  |           | Sector Ramis Sector Puno | Sector Ramis Sector Puno |
| Sector Puno  | Puno      | 29,150 hectáreas |           | Sector Ramis Sector Puno | Sector Ramis Sector Puno |